# Michael Winkler (Pädagoge)
Michael Winkler (* 24. Februar 1953 in Wien) ist ein deutscher Pädagoge und Professor für Allgemeine Pädagogik und Theorie der Sozialpädagogik an der Friedrich-Schiller-Universität Jena.

## Leben
Michael Winkler studierte Pädagogik, Germanistik, Neuere Geschichte und Philosophie an der Universität Erlangen-Nürnberg. Seine Promotion über die Pädagogik Friedrich Schleiermachers schloss er 1979 bei Wolfgang Sünkel ab.
1986 habilitierte er sich ebenfalls an der Universität Erlangen. Pädagogisch praktische Erfahrungen hat er in der Heimerziehung gemacht. Nach Lehrstuhlvertretungen an der (damaligen) Hochschule der Künste in Berlin (HdK) und an der Christian Albrechts Universität in Kiel, sowie nach Gastprofessuren u. a. an der Universität Graz wurde er 1992 zum Professor für Allgemeine Pädagogik der Friedrich-Schiller-Universität in Jena berufen. Dort lehrte er bis zu seiner Emeritierung 2018. Einen Ruf, die Nachfolge Klaus Mollenhauer an der Universität Göttingen anzutreten, hat er abgelehnt. Bis 2008 gehörte sein Lehrstuhl zum Institut für Erziehungswissenschaft, deren Institutsdirektor Winkler zweimal war. 
2008 gründete er gemeinsam mit dem Pädagogen Ralf Koerrenz das international ausgerichtete Institut für Bildung und Kultur (IBK). Das Institut nimmt in der Forschung die Tradition einer hermeneutisch-kulturwissenschaftlichen Bildungstheorie auf und versucht diese mit Herausforderungen der Gegenwart (Globalisierung, Postkolonialismus) zu verbinden. In der Lehre trägt das Institut den interdisziplinären Master-Studiengang Bildung – Kultur – Anthropologie (BKA), an dem neben der Fakultät für Sozial- und Verhaltenswissenschaften auch Fachbereiche der Theologischen und der Philosophischen Fakultät beteiligt sind.
Neben seiner Tätigkeit an der Universität Jena wirkte er als Dozent an der Leuphana-Universität in Lüneburg sowie als Gastprofessor, zuletzt an der Universität Wien. 
Weiterhin haben ihn Forschungs- und Vortragsreisen u. a. nach Japan, mehrfach nach Taiwan und nach Polen sowie nach Israel geführt.
Winkler hat auch lange freiberuflich für mehrere Tageszeitungen gearbeitet, vorrangig für die Nürnberger Nachrichten, u. a. auch für die Badische Zeitung und die Frankfurter Rundschau; Arbeitsschwerpunkte waren neben Wissenschaftsberichterstattung und Feuilleton der Motorsport.
Winkler ist verheiratet und hat zwei erwachsene Kinder.

## Mitgliedschaften
Michael Winkler ist u. a. Mitherausgeber der Zeitschrift für Sozialpädagogik, Mitglied des Beirats von "Forum Erziehungshilfen", des Board: sozialpädagogische Impulse, des Kuratoriums der Schleiermacherschen Stiftung, der GIB - Gesellschaft Information Bildung, Internationale Akademie zur Humanisierung der Bildung, der Internationalen Gesellschaft für Erzieherische Hilfen und Mitglied der Deutschen Gesellschaft für Erziehungswissenschaft sowie der Internationalen Hegel-Gesellschaft. Darüber hinaus ist er Mitglied des interdisziplinären Forschungsprojekts „Bildung zur Freiheit“ an der Universität Jena. Seit 2014 wirkt er als Advisory Consultant des „Bulletin of Educational Resources and Research“ in Taiwan.

## Forschungsschwerpunkte
Michael Winkler forscht zu den Themen Allgemeine Pädagogik, pädagogische Theorien der Neuzeit, Geschichte und Theorie der Pädagogik, zur Sozialpädagogik, Theorie der Sozialpädagogik, Jugendhilfe Familienerziehung sowie Kindheit und Jugend
Er steht für eine kritische Erziehungswissenschaft, die sich jedoch der Theorietradition pädagogischen Denkens, insbesondere auch der Geisteswissenschaftlichen Pädagogik verpflichtet fühlt, ohne sich einem sozialwissenschaftlichen Zugang zu verweigern. Seine Arbeiten bewegen sich dabei in großer Bandbreite von philosophischen Themen – insbesondere zu Hegel –, über pädagogische Klassiker wie Schleiermacher, Fröbel, Korczak und Makarenko hin zu empirischen Untersuchungen, so z. B. in der Schulbegleitung (freie Ganztagsschule Milda) oder zur Ausbildungsfähigkeit von Regelschülern in Thüringen. Mit Michael Opielka hat er die Evaluation der mit dem Thüringer Familienfördergesetz vom 16. Dezember 2005 implementierten „Thüringer Familienoffensive“ vorgenommen und er ist Auditor der Elternakademie in der Thüringer Stiftung Familiensinn. Auch war er 2010 verantwortlich für die Durchführung des 4. Internationalen Fröbel-Kongresses  an der Universität Jena.

## Schriften (Auswahl)
- (mit Ulf Sauerbrey) Friedrich Fröbel und seine Spielpädagogik. Eine Einführung. Schöningh, 2018.
- Ralf Koerrenz, Michael Winkler: Pädagogik. Eine Einführung in Stichworten (= UTB Bd. 3866). Schöningh, Paderborn 2013, ISBN 978-3-8252-3866-7
- Erziehung in der Familie. Innenansichten des pädagogischen Alltags. Stuttgart. Kohlhammer 2012.
- Karl Rosenkranz: Die Pädagogik als System. Neuausgabe mit Vorwort. Jena 2008.
- Kritik der Pädagogik. Der Sinn der Erziehung. Stuttgart Kohlhammer. 2006.
- Lesen - Über Schwierigkeiten der Reformpädagogik mit einer Wirklichkeit aus zweiter Hand. Jena 2004.
- Klaus Mollenhauer - ein pädagogisches Portrait. Weinheim Beltz 2002.
- Eine Theorie der Sozialpädagogik. Stuttgart. Klett-Cotta 1988.
- Stichworte zur Antipädagogik. Elemente einer historisch-systematischen Kritik. Stuttgart. Klett-Cotta 1982.
- Geschichte und Identität. Versuch über den Zusammenhang von Gesellschaft, Erziehung und Individualität in der „Theorie der Erziehung“ Friedrich Daniel Ernst Schleiermachers. Bad Heilbrunn. Klinkhardt 1979, ISBN 3-7815-0427-1.